# Megaselia thalhammeri
Megaselia thalhammeri är en tvåvingeart som beskrevs av Schmitz 1935. Megaselia thalhammeri ingår i släktet Megaselia och familjen puckelflugor. Inga underarter finns listade i Catalogue of Life.